# Фолис (Оклахома)
Фолис (енгл. Fallis) град је у америчкој савезној држави Оклахома.

## Демографија
По попису из 2010. године број становника је 27, што је 1 (-3,6%) становника мање него 2000. године.
| Група             | 2000.      | 2010.      |
| Белци             | 26 (92,9%) | 24 (88,9%) |
| Афроамериканци    | 2 (7,1%)   | 0 (0,0%)   |
| Азијати           | 0 (0,0%)   | 0 (0,0%)   |
| Хиспаноамериканци | 0 (0,0%)   | 3 (11,1%)  |
| Укупно            | 28         | 27         |